# Zalotka białoczelna
Zalotka białoczelna (Leucorrhinia albifrons) – gatunek owada z rzędu ważek należący do podrzędu ważek różnoskrzydłych i rodziny ważkowatych (Libellulidae).
Wygląd
Ważka niedużej wielkości. Przód głowy (czyli czoło) jest biały. Górna warga jest ciemna z dwiema jasnymi plamkami. Samce tułów i nasadę odwłoka mają przyprószone na kolor błękitny, a samice na odwłoku i tułowiu mają delikatny żółty rysunek. Tylne skrzydła są zaczernione u nasady, reszta jest przezroczysta. Skrzydła o rozpiętości 60–64 mm, długość ciała 36–38 mm.
Występowanie
Gatunek o zasięgu euro-syberyjskim, na wschód docierającym po zachodnią Syberię i Ałtaj. Występuje m.in. we Francji, Holandii, Niemczech, Polsce, Austrii czy na południu Skandynawii. W zachodniej i południowej części zasięgu to gatunek rzadki, który występuje tylko lokalnie, a jego liczebność w XX wieku mocno spadła.
W Polsce występuje głównie na północy, można ją znaleźć np. nad śródleśnymi jeziorami, na torfowiskach, potorfiach i innych zbiornikach antropogenicznych. Imagines latają od połowy maja do połowy sierpnia.
Ochrona
Na terenie Polski gatunek ten jest objęty ścisłą ochroną gatunkową.